# Ander Crenshaw
Alexander Mann Crenshaw dit Ander Crenshaw est un homme politique américain né le 1er septembre 1944 à Jacksonville (Floride). Membre du Parti républicain de Floride, il est élu à la Chambre des représentants des États-Unis de 2001 à 2017.

## Biographie
Ander Crenshaw est originaire de Jacksonville en Floride. Il étudie le droit à l'université de Géorgie et à l'université de Floride.
Il est élu à la Chambre des représentants de Floride de 1972 à 1978. En 1978, il est candidat au poste de secrétaire d'État de Floride, sans succès. Deux ans plus tard, il se présente au Sénat des États-Unis mais perd la primaire républicaine. Il est élu au Sénat de Floride à partir de 1986. En 1993, il devient le président d'un Sénat divisé entre 20 démocrates et 20 républicains. L'année suivante, il perd la primaire républicaine pour le poste de gouverneur face à Jeb Bush.
En 2000, il est élu à la Chambre des représentants des États-Unis dans le 4e district de Floride avec 67 % des voix. De 2002 à 2014, il est réélu tous les deux ans avec plus de 65 % des suffrages. Après 16 ans de mandat, Crenshaw annonce au printemps 2016 qu'il n'est pas candidat aux élections de novembre.